# Aşklarım Büyük Benden
Aşklarım Büyük Benden è il terzo album in studio del cantante turco Murat Boz, pubblicato nel 2011.

## Tracce
1. Hayat Öpücüğü – 4:13
2. Aşklarım Büyük Benden – 4:07
3. Soyadımsın – 4:20
4. Bulmaca – 4:14
5. Bize Kıyma – 4:22
6. Geri Dönüş Olsa – 3:21
7. Korkma – 4:25
8. Kalamam Arkadaş – 3:13
9. Aşkın Suçu Yok – 3:52